# ناثان إلينجتون
ناثان إلينجتون (بالإنجليزية: Nathan Ellington)‏ (2 يوليو 1981 برادفورد المملكة المتحدة - ) هو لاعب كرة قدم بريطاني، يلعب كمهاجم.

## روابط خارجية
- ناثان إلينجتون على موقع قاعدة بيانات كرة القدم.إي يو (الإنجليزية)
- ناثان إلينجتون على موقع Soccerbase.com (لاعب) (الإنجليزية)
- ناثان إلينجتون على موقع Soccerway.com (الإنجليزية)
- ناثان إلينجتون على موقع عالم كرة القدم.نت (الإنجليزية)